# Cheonho-dong
Cheonho-dong là một dong, phường của Gangdong-gu ở Seoul, Hàn Quốc.

## Lịch sử
Cheonho mang nghĩa "Nghìn nhà", bởi vì tọa độ địa lý nơi đây theo thuyết phong thủy được tin là nơi lý tưởng để sinh sống. Thêm vào đó ở đây có một di tích lịch sử của Pungnaptoseong, đó là bức tường thẳng đứng kế bên Sông Hán ở Baekje. Cheonho-dong là nơi duy nhất có  một cửa hàng bách hóa lớn nhất như Cửa hàng Hyundai tọa lạc ở khu vực Gangdong-gu. Ga Cheonho là nơi giao nhau Seoul Subway Line 5 và Line 8. Phải mất 60 phút từ Sân bay quốc tế Incheon đi xe buýt Limousine để đến Cheonho